# Deparia gordonii
Deparia gordonii är en majbräkenväxtart som först beskrevs av John Gilbert Baker och som fick sitt nu gällande namn av Masahiro Kato.
Deparia gordonii ingår i släktet Deparia och familjen Athyriaceae. Inga underarter finns listade i Catalogue of Life.